# Ân Hòa
Ân Hòa là một xã thuộc huyện Kim Sơn, tỉnh Ninh Bình, Việt Nam.

## Địa lý
Xã Ân Hòa cách trung tâm thành phố Hoa Lư 22 km, có vị trí địa lý:
- Phía đông giáp xã Kim Định
- Phía tây giáp xã Hùng Tiến
- Phía bắc giáp huyện Yên Khánh
- Phía nam giáp Sông Đáy.

Xã Ân Hòa có diện tích 7,35 km², dân số năm 2022 là 7.660 người, mật độ dân số đạt 1.042 người/km².
Đây là một xã có đường quốc lộ 10 nối thành phố Hoa Lư với thị trấn Phát Diệm đi qua.

## Lịch sử
Xã thuộc vùng đồng bằng, có lịch sử hình thành từ việc khai mở đất hoang ven biển cùng với huyện Kim Sơn năm 1829.
```
Ngày 
22 tháng 7
 năm 
1964
, Bộ Nội vụ ban hành Quyết định số 199/QĐ-NV
[
1
]
 về việc đổi tên xã Thái Học thành xã Ân Hòa.
```

## Văn hóa
Nhà thờ Giáo xứ Tôn Đạo, Nhà thờ Giáo xứ Thuần Hậu và Nhà thờ Giáo xứ Khiết Kỷ thuộc giáo phận Phát Diệm nằm trên địa bàn xã.